# 東広島芸術文化ホール
東広島芸術文化ホール（ひがしひろしま げいじゅつぶんかホール）とは、広島県東広島市にある市営の多目的施設である。「くらら」という愛称がつけられている。

## 概要
東広島市西条地区の市街地、旧フジグラン西条駅前跡地に建設された地上6階、地下1階の多目的施設である。大ホール（1206席）、小ホール（最大305席）という2つの多目的ホールを核として、会議室やギャラリー、レストランなどが設置されている。
「こもれび広場」と呼ばれるエントランスは西条の酒蔵の赤瓦の屋根を意識して赤いタイルが用いられている。この他にも、東広島市にちなんだ意匠が館内各地に見られる。
愛称の「くらら」は公募で選ばれたものであり、「酒蔵のまちのイメージ」「イタリア語で『心遣い』を意味する『ラーラ』」などの意味が込められている。

## ホール

### 大ホール
- プロセニアム形式
- 座席数 - 1206席（うち車いす6席）
  - 1階 - 667席
  - 2階 - 188席
  - 3階 - 189席
  - 4階 - 162席
- オーケストラピット、音響反射板有

### 小ホール
- プロセニアム形式
- 座席数 - 通常時245席（うち車いす3席）、最大305席[注釈 1]（うち車いす3席）
- 音響反射板有

## ホール以外の設備
上記のホール以外で利用できる設備としては以下のようなものがある。
- 市民ギャラリー
- 会議室
- 研修室
- 調理実習室・工作室
- 和室・文化講座会議室
- 練習室・稽古場・多目的室
- 録音スタジオ
- レストラン「ソラオト」
- イクちゃんルーム（授乳・おむつ替え室）

## アクセス
〒739-0015 広島県東広島市西条栄町7-19
- JR西条駅から徒歩4分[5]
- JRバス中国・芸陽バス・のんバス「中央公園前」バス停下車すぐ
- 山陽自動車道西条ICから車で10分[5]

一般駐車場はない。障害者用駐車場は3台分あり。

## その他
- 設計は香山壽夫建築研究所、施工は清水・鴻治・荒谷特定JVが担当した[6]。この他、ホールの音響設計においてヤマハも参画している[4]。
- 開業前、広島県立賀茂高等学校の美術部員によって、「四季」をテーマに建物を覆う仮囲いに壁画が描かれた[7]。